# Stanisław Niedziński
Stanisław Niedziński (ur. 1944) – polski duchowny Kościoła Adwentystów Dnia Siódmego w RP, w latach 1985–1991 przewodniczący diecezji zachodniej Kościoła.

## Życiorys
Służbę duszpasterską rozpoczął w roku 1971, jako duchowny diecezji zachodniej, której był przewodniczącym w latach 1985–1991, a następnie senior okręgu wielkopolskiego. W latach 1973–1975 piastował funkcję wychowawcy w Wyższej Szkole Teologiczno-Humanistycznej im. Michała Beliny-Czechowskiego w Podkowie Leśnej. Od 2013 pełni funkcję dyrektora Sekretariatu Kaznodziejstwa Kościoła Adwentystów Dnia Siódmego w RP.